# Batalhão de Caçadores n.º 1
O Batalhão de Caçadores n.º 1 foi uma unidade no Exército Português. Combateu na Guerra Peninsular (de Côa em 1810 a Toulouse, em 1814).

## História
A criação do Regimento de Voluntários de Portalegre foi decidida pela Junta Provisória de Governo de Portalegre organizada em 27 de Julho de 1808, aquando da revolta contra a ocupação francesa no Alentejo. O corpo foi organizado pelo coronel do antigo Regimento de Milícias do Crato, Jorge de Avilez Zuzarte de Sousa Tavares, futuro Conde de Avilez. Em 28 de Outubro de 1808, foi incorporado no Exército com a designação de Batalhão de Caçadores n.º 1, sendo organizado em Castelo de Vide.
Em 1814 incorporou-se na brigada formada pelos Regimentos de Infantaria n.o 8 e 20.
Em 1816 passou a ter o seu quartel em Portalegre.